# Antilocapra americana
Genre
Synonymes
- Antilopecapra Brookes, 1828
- Dicranoceras Wiegmann, 1838
- Dicranoceros McMurtrie, 1834
- Dicranocerus C.H.Smith, 1827

Espèce
Synonymes
- Antilocapra anteflexa Gray, 1855
- Antilope americana Ord, 1815
- Capra americana (Ord, 1815)
- Neomeryx finni Parks, 1925

Statut de conservation UICN

 LC  : Préoccupation mineure
Statut CITES
Répartition géographique
Antilocapra americana est la seule espèce du genre Antilocapra, et également la seule représentante actuelle de la famille des antilocapridés (Antilocapridae). Elle est appelée antilope d'Amérique ou antilocapre en français, ou encore pronghorn (dénomination anglaise parfois utilisée en français). Ce mammifère vit dans la partie ouest de l'Amérique du Nord, dans des milieux très divers.

## Description
Antilocapra americana a une hauteur au garrot comprise entre 0,81 et 1,04 mètre. Avec la tête, elle mesure généralement entre 1 et 1,50 mètre. Sa longueur totale atteint en moyenne 141 cm. Les mâles sont légèrement plus grands que les femelles. Les pronghorns mâles pèsent entre 41 et 64 kg, les femelles entre  34 et 48 kg
Ce mammifère possède un pelage à dominante fauve. Cette couleur lui permet de se camoufler dans les hautes herbes de la prairie américaine. Sa peau est couverte de poils drus cuivrés à brun-rouge sur le dessus. Le ventre, l'intérieur des membres, une zone rectangulaire entre les épaules et les hanches, l'écusson, le croissant sur la gorge et la croupe sont blancs. Le cou porte une courte crinière noire et deux bandes blanches sur la partie inférieure. Le mâle a un masque noir et des taches noires sur le cou, ses cornes dépassent le bout de ses oreilles ; la femelle ne possède pas ces marques noires. La queue du pronghorn mesure entre 7,5 et 17,8 cm. Les sabots pointus sont fendus et garnis de coussinets qui amortissent le choc des foulées atteignant huit mètres en pleine course. Les deux sexes ont des cornes noires qui tombent et repoussent chaque année.
Antilocapra americana se distingue des cervidés par ses cornes pointues et fourchues, de couleur noire. Elles sont constituées d'un cœur permanent en os recouvert d’une gaine de kératine qui tombe chaque année. Contrairement à celles des antilopes, ces cornes ne sont pas creuses. La longueur de celles-ci varie de  33 à 38 cm pour le mâle, et de  7 à 13 cm pour la femelle.
Les yeux saillants, particulièrement grands, d’un diamètre d’environ 36 millimètres et situés de chaque côté du crâne, donnent à l'antilope d'Amérique un champ de vision panoramique de 300 à 320 degrés. Cela permet à l'animal de détecter un mouvement à plusieurs kilomètres de distance et de voir arriver ses prédateurs. Le  masque facial noir et les deux taches noires entre les oreille des mâles servent lors de la parade sexuelle et des démonstrations de supériorité hiérarchique. Les mâles ont neuf glandes sous-cutanées (deux sous les oreilles, deux à la croupe, quatre entre les orteils et une sous la queue) et les femelles six (deux à la croupe et quatre entre les orteils), produisant une odeur en cas de danger. L'odeur dégagée par les glandes subauriculaires sert à marquer le territoire pendant la parade sexuelle.

## Distribution et habitat

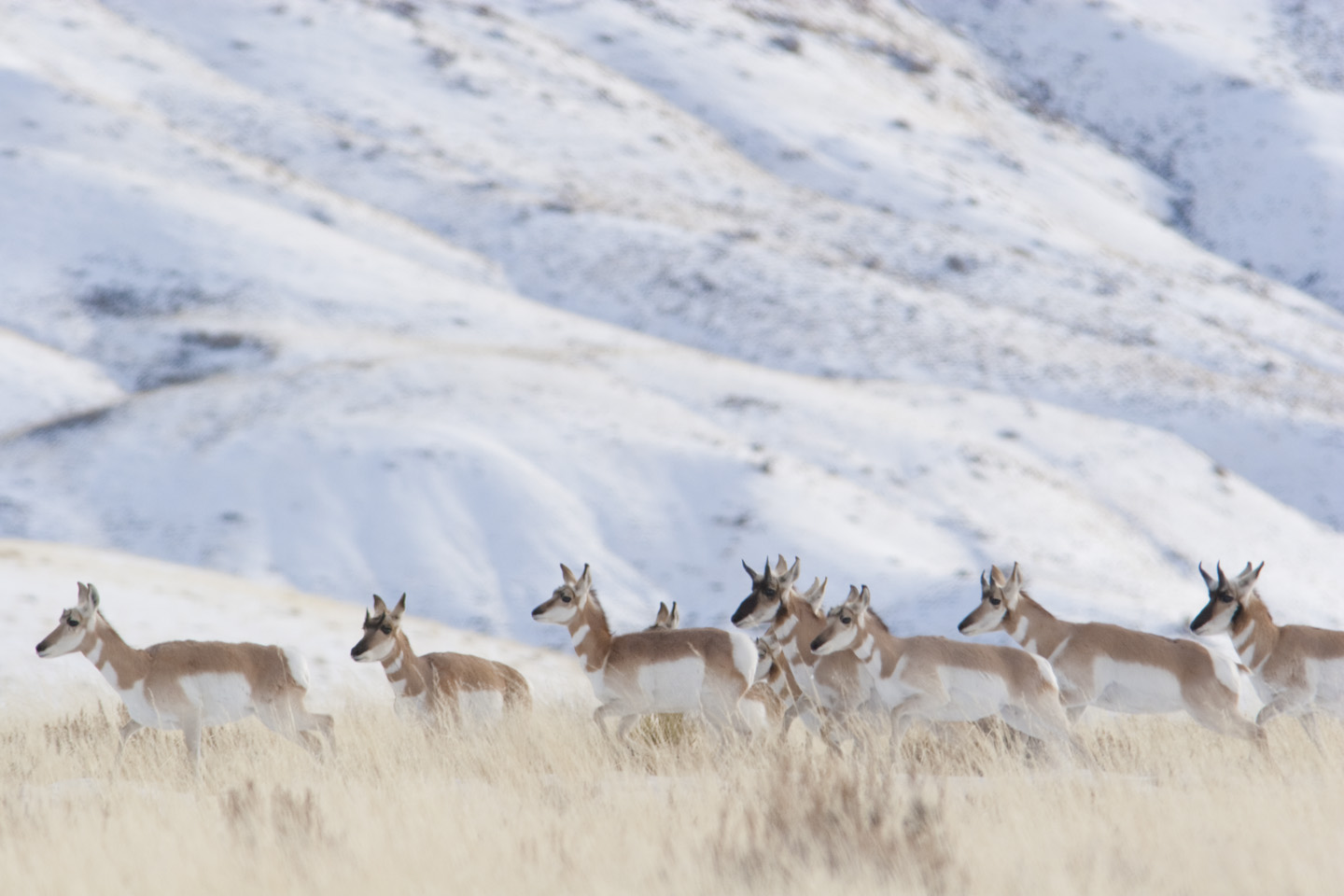
Un troupeau de pronghorns en migration.

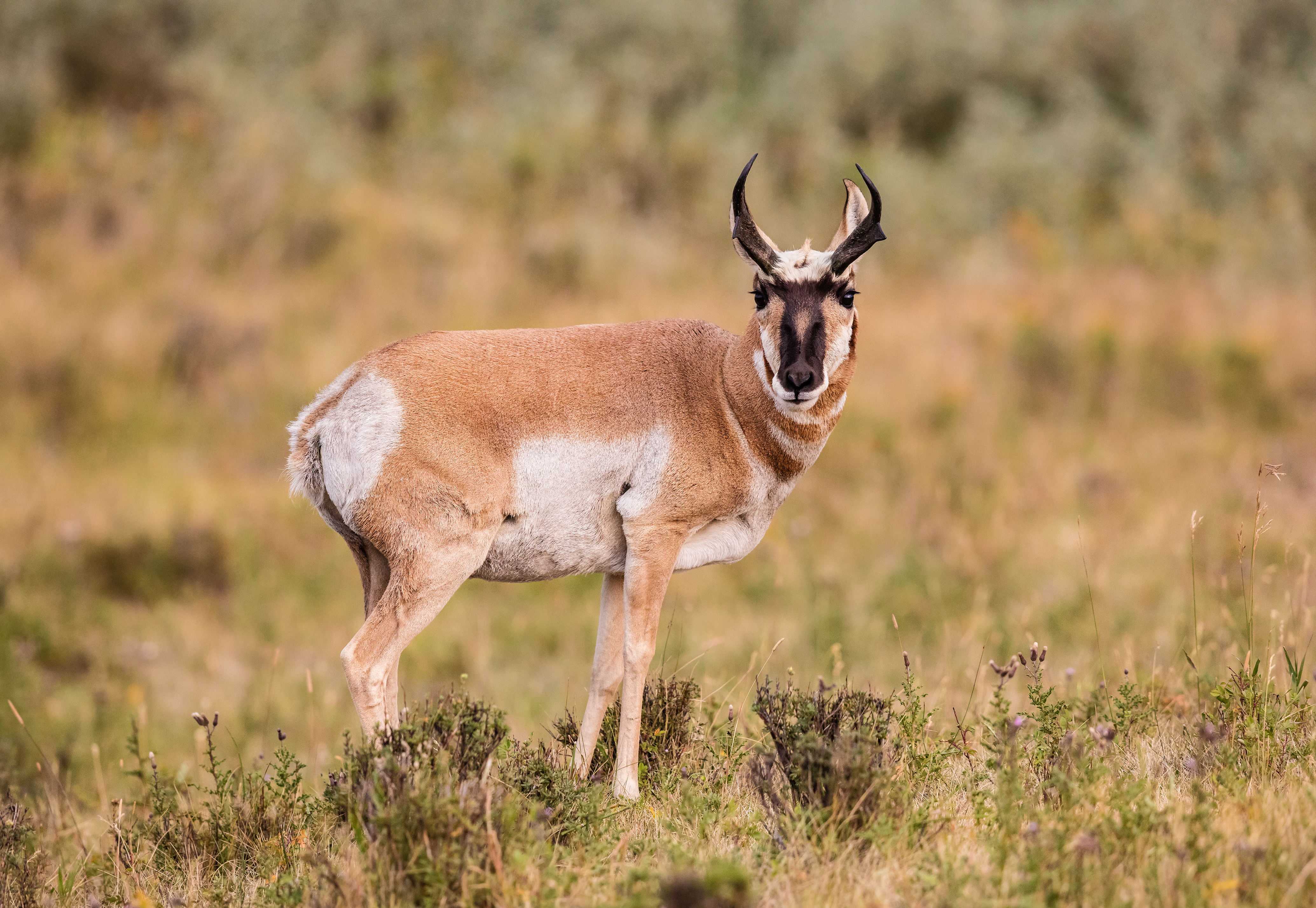
Dans la vallée Lamar, parc national de Yellowstone.

L'antilope d'Amérique est une espèce endémique de l'Amérique du Nord. À l'époque précolombienne, elle était très commune de la Saskatchewan au centre du Mexique. On estime à  35 millions le nombre d'individus avant l'arrivée des Blancs. Aujourd'hui[Quand ?], 500 000 pronghorns vivent du sud de l’Alberta et de la Saskatchewan au Canada, à Villa Hidalgo en Basse-Californie et à l'ouest du Sonora au Mexique, en passant par l’ouest des États-Unis.
Cette espèce occupe des milieux naturels très variés : plaines, prairies, milieux semi-désertiques et en montagne, jusqu'à 3 300 mètres d'altitude,. On la trouve plus rarement dans les bois clairs de conifères. Aux États-Unis, on la rencontre dans le Grand Bassin, les Montagnes Rocheuses, le plateau de la Columbia, le bassin du Wyoming et du Missouri, le plateau du Colorado, les Hautes et les Grandes Plaines.

## Comportement

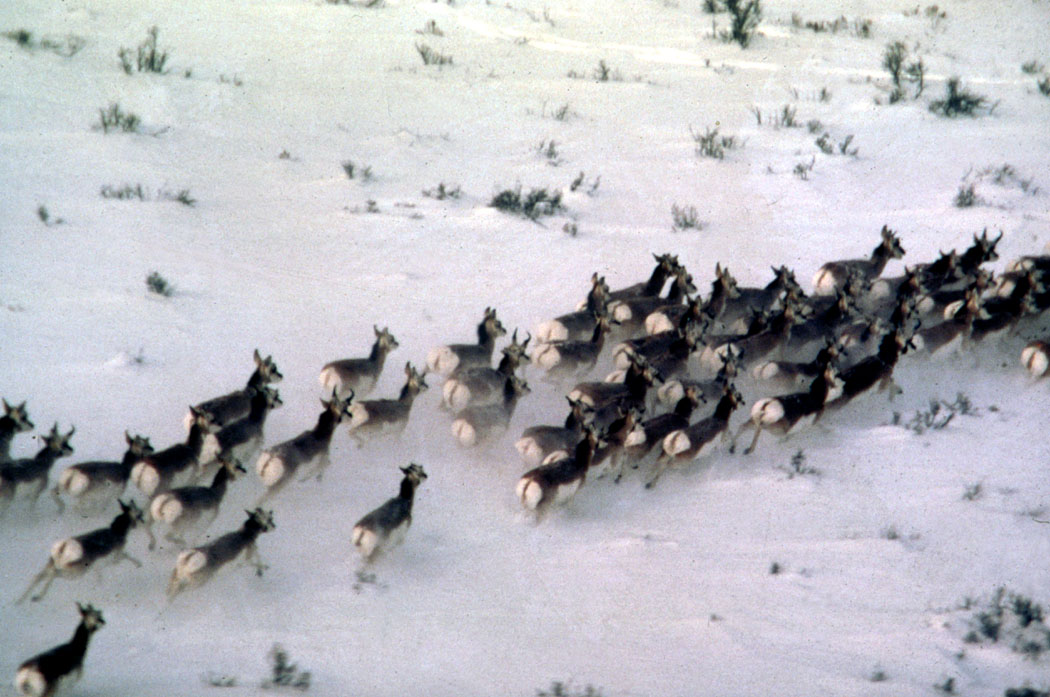
Troupeau de pronghorns en hiver.

En hiver, l'Antilocapra americana est grégaire et se déplace en larges troupeaux qui se séparent en été en groupes sexués plus restreints. En cas de danger, le pronghorn prévient ses congénères en hérissant la crinière située derrière le cou ainsi que les poils blancs de la croupe. Il peut également avertir d'une menace en sécrétant une odeur grâce à ses glandes.
Antilocapra americana est un animal véloce à la course extrêmement rapide. Elle atteint facilement les 72 km/h avec des pointes mesurées à 86,5 km/h sur de courtes distances : c'est l'animal le plus rapide du continent américain,.
Certaines migrent sur des centaines de kilomètres à travers les Grandes Plaines, depuis le centre-nord du Montana jusque dans le sud de la Saskatchewan et de l'Alberta.

## Alimentation

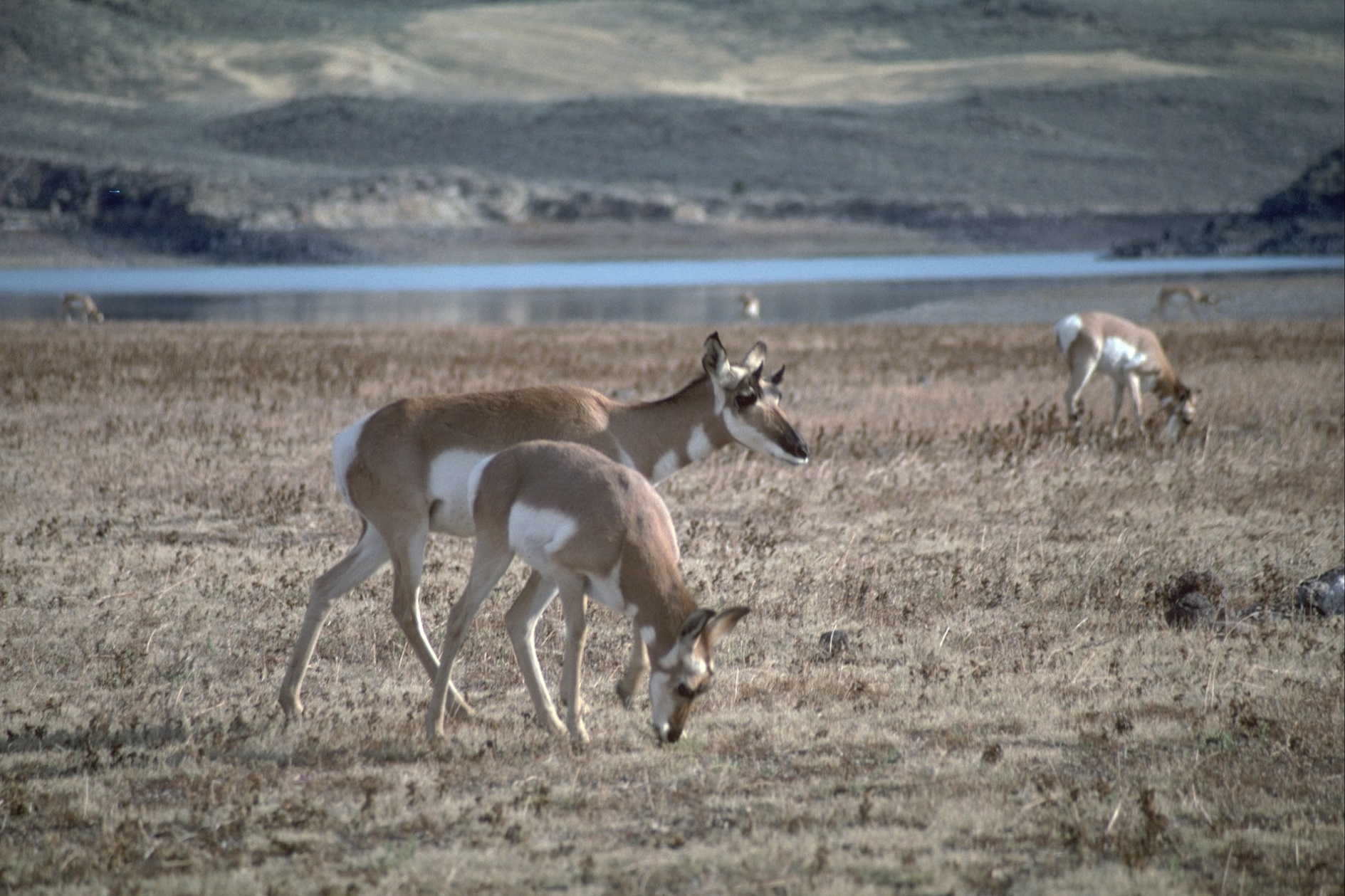
Une femelle et un jeune dans l'Oregon.

Le régime alimentaire d’Antilocapra americana varie selon la flore locale, mais les plantes le plus souvent consommées sont les plantes basses (autres que les graminées), les arbustes, les herbes et d'autres plantes (cactus, cultures, ...). Les plantes basses sont broutées du printemps à la fin de l'automne et sont essentielles pour la reproduction. Les arbustes, consommés toute l'année, le sont davantage en hiver. Les herbes sont consommées au printemps, et les autres aliments ont un intérêt variant selon les régions. La présence de feuilles charnues est un critère important décidant du choix de la nourriture, de l'emplacement et de l'attrait des territoires, de la durée des migrations et de la reproduction. Les dents d’Antilocapra americana sont conçues pour un broutement sélectif, et elles croissent continuellement pour compenser l'usure et fournir une surface unie pouvant broyer les végétaux les plus coriaces.

## Reproduction

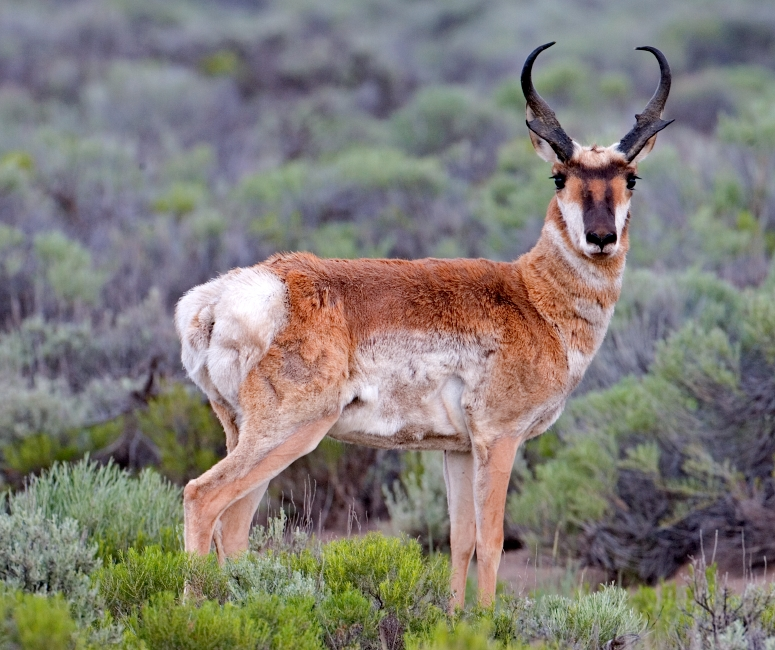
Un pronghorn près de Fort Rock, dans l'Oregon.

Les mâles comme les femelles atteignent la maturité sexuelle à 15 ou 16 mois. Le Antilocapra americana est polygame et rassemble un harem de 2 à 15 femelles. Seuls les mâles dominants s'accouplent, ce qui retarde ainsi le premier accouplement d'un mâle à l'âge de 5 ans. Les mâles marquent et défendent un territoire de début mars jusqu'à la fin du rut de 0,23 à 4,34 km2, les domaines vitaux des femelles pouvant atteindre 6,35 à 10,5 km2. Les jeunes mâles disposent de territoires périphériques, où le fourrage est moins bon. Le pronghorn est, avec le chevreuil, le seul ongulé territorial des latitudes septentrionales. Les femelles s'accouplent plus souvent avec les mâles des meilleurs territoires (c'est-à-dire où le fourrage est de meilleure qualité et le sol plus riche), qui sont par conséquent dominants, et elles peuvent retourner toute leur vie s'accoupler sur le même territoire. 30 à 40 % des accouplements peuvent ainsi avoir lieu sur le ou les meilleurs territoires d'une région donnée. Un mâle dominant, qui peut conserver son domaine pendant 4 à 5 ans, peut ainsi être le géniteur de 15 à 30 % des faons nés une même année, et jusqu'à 50 % des mâles d'une classe d'âge donnée peuvent n'avoir jamais aucune descendance. Le rut se déroule de fin août à début octobre dans les régions du nord et ne dure que deux à trois semaines.
La gestation dure en moyenne 252 jours. Les jumeaux sont fréquents sur les bons territoires et les femelles ont de quatre à sept ovules. Ainsi, quatre œufs peuvent être fécondés en même temps, et dans ce cas, le sommet de l'embryon se trouvant dans les compartiments supérieurs de la matrice à deux poches se développe et perce la membrane fœtale de l'embryon inférieur, le tuant à l'intérieur de l'utérus. Généralement, la portée compte donc un à deux individus.
Les mères mettent bas entre avril et juin, et les faons nouveau-nés peuvent peser jusqu'à 3,9 kg sur les bons territoires. Dès l'âge de deux jours, le faon court plus vite qu'un cheval, mais il manque d'endurance pour suivre une harde en pleine vitesse. Il se cache donc dans le feuillage pendant 21 à 26 jours. Les faons ne sont en contact avec leur mère que 20 à 25 minutes par jour pour l'allaitement, pour éviter d'attirer l'attention des prédateurs. Plus vieux, les faons se réunissent en petits groupes, les contacts avec leurs mères sont toujours très limités. L'allaitement et le grooming continuent jusqu'à 4 à 5 mois, mais le développement du comportement agressif des mâles peut causer leur sevrage 2 à 3 semaines plus tôt que chez les femelles. Le jeune garde un pelage gris jusqu'à l'âge de trois mois environ.

## Menaces et protection

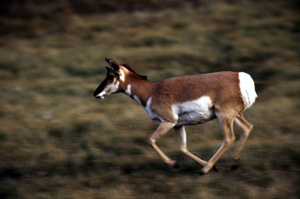
Pronghorn en pleine course. L'antilope américaine peut courir à plus de 80 km/h pour échapper à un prédateur.

Il y avait peut-être entre 30 et 60 millions d’individus au début du XIXe siècle en Amérique du Nord. Ce nombre est tombé à moins de 15 000 en 1915 et l'espèce était alors presque entièrement éteinte. Les autorités instaurèrent un moratoire sur la chasse dans les années 1940. Des fonds furent collectés pour la préservation de l’espèce par des taxes prélevées sur les armes à feu et sur les articles de sport.
Actuellement, on compte environ 500 000 individus au Canada et aux États-Unis,. L'espèce est en revanche menacée au Mexique avec environ 1 200 animaux. Plus de 4 000 pronghorns ont été transplantés au Nouveau-Mexique entre 1936 et 1957
Antilocapra americana est aujourd'hui victime de collisions avec les automobiles et de la disparition de son habitat naturel. Il peut vivre 11 années en captivité. Le zoo de Winnipeg a eu un mâle de 15 ans.
Les principaux prédateurs d’Antilocapra americana sont les coyotes qui s'attaquent aux faons.

## Taxinomie
Phylogénie des familles des Cétartiodactyles actuels (Cétacés non développés),, :
|  | Camelidae (Chameaux, lamas…) |
|  |                              |

|  | Suidae (Porcins)      |
|  |                       |
|  | Tayassuidae (Pécaris) |
|  |                       |

|  | Cetacea (Baleines, dauphins ...) |
|  |                                  |
|  | Hippopotamidae (Hippopotames)    |
|  |                                  |

|  | Antilocapridae (Antilocapres)  |
|  |                                |
|  | Giraffidae (Girafes, okapi...) |
|  |                                |

|          | Cervidae (Cerfs, rennes...)                                                                             |
|          | |
| Bovoidea | \| \| Bovidae (Bovins, Caprins et antilopes) \| \| \| \| \| \| Moschidae (Cerfs porte-musc) \| \| \| \| |
|          | \| \| Bovidae (Bovins, Caprins et antilopes) \| \| \| \| \| \| Moschidae (Cerfs porte-musc) \| \| \| \| |
|          | Bovidae (Bovins, Caprins et antilopes)                                                                  |
|          | |
|          | Moschidae (Cerfs porte-musc)                                                                            |
|          | |

|  | Bovidae (Bovins, Caprins et antilopes) |
|  |                                        |
|  | Moschidae (Cerfs porte-musc)           |
|  |                                        |

|  | Antilocapridae (Antilocapres)  |
|  |                                |
|  | Giraffidae (Girafes, okapi...) |
|  |                                |

|          | Cervidae (Cerfs, rennes...)                                                                             |
|          | |
| Bovoidea | \| \| Bovidae (Bovins, Caprins et antilopes) \| \| \| \| \| \| Moschidae (Cerfs porte-musc) \| \| \| \| |
|          | \| \| Bovidae (Bovins, Caprins et antilopes) \| \| \| \| \| \| Moschidae (Cerfs porte-musc) \| \| \| \| |
|          | Bovidae (Bovins, Caprins et antilopes)                                                                  |
|          | |
|          | Moschidae (Cerfs porte-musc)                                                                            |
|          | |

|  | Bovidae (Bovins, Caprins et antilopes) |
|  |                                        |
|  | Moschidae (Cerfs porte-musc)           |
|  |                                        |

|  | Antilocapridae (Antilocapres)  |
|  |                                |
|  | Giraffidae (Girafes, okapi...) |
|  |                                |

|          | Cervidae (Cerfs, rennes...)                                                                             |
|          | |
| Bovoidea | \| \| Bovidae (Bovins, Caprins et antilopes) \| \| \| \| \| \| Moschidae (Cerfs porte-musc) \| \| \| \| |
|          | \| \| Bovidae (Bovins, Caprins et antilopes) \| \| \| \| \| \| Moschidae (Cerfs porte-musc) \| \| \| \| |
|          | Bovidae (Bovins, Caprins et antilopes)                                                                  |
|          | |
|          | Moschidae (Cerfs porte-musc)                                                                            |
|          | |

|  | Bovidae (Bovins, Caprins et antilopes) |
|  |                                        |
|  | Moschidae (Cerfs porte-musc)           |
|  |                                        |

|  | Antilocapridae (Antilocapres)  |
|  |                                |
|  | Giraffidae (Girafes, okapi...) |
|  |                                |

|          | Cervidae (Cerfs, rennes...)                                                                             |
|          | |
| Bovoidea | \| \| Bovidae (Bovins, Caprins et antilopes) \| \| \| \| \| \| Moschidae (Cerfs porte-musc) \| \| \| \| |
|          | \| \| Bovidae (Bovins, Caprins et antilopes) \| \| \| \| \| \| Moschidae (Cerfs porte-musc) \| \| \| \| |
|          | Bovidae (Bovins, Caprins et antilopes)                                                                  |
|          | |
|          | Moschidae (Cerfs porte-musc)                                                                            |
|          | |

|  | Bovidae (Bovins, Caprins et antilopes) |
|  |                                        |
|  | Moschidae (Cerfs porte-musc)           |
|  |                                        |

|  | Cetacea (Baleines, dauphins ...) |
|  |                                  |
|  | Hippopotamidae (Hippopotames)    |
|  |                                  |

|  | Antilocapridae (Antilocapres)  |
|  |                                |
|  | Giraffidae (Girafes, okapi...) |
|  |                                |

|          | Cervidae (Cerfs, rennes...)                                                                             |
|          | |
| Bovoidea | \| \| Bovidae (Bovins, Caprins et antilopes) \| \| \| \| \| \| Moschidae (Cerfs porte-musc) \| \| \| \| |
|          | \| \| Bovidae (Bovins, Caprins et antilopes) \| \| \| \| \| \| Moschidae (Cerfs porte-musc) \| \| \| \| |
|          | Bovidae (Bovins, Caprins et antilopes)                                                                  |
|          | |
|          | Moschidae (Cerfs porte-musc)                                                                            |
|          | |

|  | Bovidae (Bovins, Caprins et antilopes) |
|  |                                        |
|  | Moschidae (Cerfs porte-musc)           |
|  |                                        |

|  | Antilocapridae (Antilocapres)  |
|  |                                |
|  | Giraffidae (Girafes, okapi...) |
|  |                                |

|          | Cervidae (Cerfs, rennes...)                                                                             |
|          | |
| Bovoidea | \| \| Bovidae (Bovins, Caprins et antilopes) \| \| \| \| \| \| Moschidae (Cerfs porte-musc) \| \| \| \| |
|          | \| \| Bovidae (Bovins, Caprins et antilopes) \| \| \| \| \| \| Moschidae (Cerfs porte-musc) \| \| \| \| |
|          | Bovidae (Bovins, Caprins et antilopes)                                                                  |
|          | |
|          | Moschidae (Cerfs porte-musc)                                                                            |
|          | |

|  | Bovidae (Bovins, Caprins et antilopes) |
|  |                                        |
|  | Moschidae (Cerfs porte-musc)           |
|  |                                        |

|  | Antilocapridae (Antilocapres)  |
|  |                                |
|  | Giraffidae (Girafes, okapi...) |
|  |                                |

|          | Cervidae (Cerfs, rennes...)                                                                             |
|          | |
| Bovoidea | \| \| Bovidae (Bovins, Caprins et antilopes) \| \| \| \| \| \| Moschidae (Cerfs porte-musc) \| \| \| \| |
|          | \| \| Bovidae (Bovins, Caprins et antilopes) \| \| \| \| \| \| Moschidae (Cerfs porte-musc) \| \| \| \| |
|          | Bovidae (Bovins, Caprins et antilopes)                                                                  |
|          | |
|          | Moschidae (Cerfs porte-musc)                                                                            |
|          | |

|  | Bovidae (Bovins, Caprins et antilopes) |
|  |                                        |
|  | Moschidae (Cerfs porte-musc)           |
|  |                                        |

|  | Antilocapridae (Antilocapres)  |
|  |                                |
|  | Giraffidae (Girafes, okapi...) |
|  |                                |

|          | Cervidae (Cerfs, rennes...)                                                                             |
|          | |
| Bovoidea | \| \| Bovidae (Bovins, Caprins et antilopes) \| \| \| \| \| \| Moschidae (Cerfs porte-musc) \| \| \| \| |
|          | \| \| Bovidae (Bovins, Caprins et antilopes) \| \| \| \| \| \| Moschidae (Cerfs porte-musc) \| \| \| \| |
|          | Bovidae (Bovins, Caprins et antilopes)                                                                  |
|          | |
|          | Moschidae (Cerfs porte-musc)                                                                            |
|          | |

|  | Bovidae (Bovins, Caprins et antilopes) |
|  |                                        |
|  | Moschidae (Cerfs porte-musc)           |
|  |                                        |

|  | Suidae (Porcins)      |
|  |                       |
|  | Tayassuidae (Pécaris) |
|  |                       |

|  | Cetacea (Baleines, dauphins ...) |
|  |                                  |
|  | Hippopotamidae (Hippopotames)    |
|  |                                  |

|  | Antilocapridae (Antilocapres)  |
|  |                                |
|  | Giraffidae (Girafes, okapi...) |
|  |                                |

|          | Cervidae (Cerfs, rennes...)                                                                             |
|          | |
| Bovoidea | \| \| Bovidae (Bovins, Caprins et antilopes) \| \| \| \| \| \| Moschidae (Cerfs porte-musc) \| \| \| \| |
|          | \| \| Bovidae (Bovins, Caprins et antilopes) \| \| \| \| \| \| Moschidae (Cerfs porte-musc) \| \| \| \| |
|          | Bovidae (Bovins, Caprins et antilopes)                                                                  |
|          | |
|          | Moschidae (Cerfs porte-musc)                                                                            |
|          | |

|  | Bovidae (Bovins, Caprins et antilopes) |
|  |                                        |
|  | Moschidae (Cerfs porte-musc)           |
|  |                                        |

|  | Antilocapridae (Antilocapres)  |
|  |                                |
|  | Giraffidae (Girafes, okapi...) |
|  |                                |

|          | Cervidae (Cerfs, rennes...)                                                                             |
|          | |
| Bovoidea | \| \| Bovidae (Bovins, Caprins et antilopes) \| \| \| \| \| \| Moschidae (Cerfs porte-musc) \| \| \| \| |
|          | \| \| Bovidae (Bovins, Caprins et antilopes) \| \| \| \| \| \| Moschidae (Cerfs porte-musc) \| \| \| \| |
|          | Bovidae (Bovins, Caprins et antilopes)                                                                  |
|          | |
|          | Moschidae (Cerfs porte-musc)                                                                            |
|          | |

|  | Bovidae (Bovins, Caprins et antilopes) |
|  |                                        |
|  | Moschidae (Cerfs porte-musc)           |
|  |                                        |

|  | Antilocapridae (Antilocapres)  |
|  |                                |
|  | Giraffidae (Girafes, okapi...) |
|  |                                |

|          | Cervidae (Cerfs, rennes...)                                                                             |
|          | |
| Bovoidea | \| \| Bovidae (Bovins, Caprins et antilopes) \| \| \| \| \| \| Moschidae (Cerfs porte-musc) \| \| \| \| |
|          | \| \| Bovidae (Bovins, Caprins et antilopes) \| \| \| \| \| \| Moschidae (Cerfs porte-musc) \| \| \| \| |
|          | Bovidae (Bovins, Caprins et antilopes)                                                                  |
|          | |
|          | Moschidae (Cerfs porte-musc)                                                                            |
|          | |

|  | Bovidae (Bovins, Caprins et antilopes) |
|  |                                        |
|  | Moschidae (Cerfs porte-musc)           |
|  |                                        |

|  | Antilocapridae (Antilocapres)  |
|  |                                |
|  | Giraffidae (Girafes, okapi...) |
|  |                                |

|          | Cervidae (Cerfs, rennes...)                                                                             |
|          | |
| Bovoidea | \| \| Bovidae (Bovins, Caprins et antilopes) \| \| \| \| \| \| Moschidae (Cerfs porte-musc) \| \| \| \| |
|          | \| \| Bovidae (Bovins, Caprins et antilopes) \| \| \| \| \| \| Moschidae (Cerfs porte-musc) \| \| \| \| |
|          | Bovidae (Bovins, Caprins et antilopes)                                                                  |
|          | |
|          | Moschidae (Cerfs porte-musc)                                                                            |
|          | |

|  | Bovidae (Bovins, Caprins et antilopes) |
|  |                                        |
|  | Moschidae (Cerfs porte-musc)           |
|  |                                        |

|  | Cetacea (Baleines, dauphins ...) |
|  |                                  |
|  | Hippopotamidae (Hippopotames)    |
|  |                                  |

|  | Antilocapridae (Antilocapres)  |
|  |                                |
|  | Giraffidae (Girafes, okapi...) |
|  |                                |

|          | Cervidae (Cerfs, rennes...)                                                                             |
|          | |
| Bovoidea | \| \| Bovidae (Bovins, Caprins et antilopes) \| \| \| \| \| \| Moschidae (Cerfs porte-musc) \| \| \| \| |
|          | \| \| Bovidae (Bovins, Caprins et antilopes) \| \| \| \| \| \| Moschidae (Cerfs porte-musc) \| \| \| \| |
|          | Bovidae (Bovins, Caprins et antilopes)                                                                  |
|          | |
|          | Moschidae (Cerfs porte-musc)                                                                            |
|          | |

|  | Bovidae (Bovins, Caprins et antilopes) |
|  |                                        |
|  | Moschidae (Cerfs porte-musc)           |
|  |                                        |

|  | Antilocapridae (Antilocapres)  |
|  |                                |
|  | Giraffidae (Girafes, okapi...) |
|  |                                |

|          | Cervidae (Cerfs, rennes...)                                                                             |
|          | |
| Bovoidea | \| \| Bovidae (Bovins, Caprins et antilopes) \| \| \| \| \| \| Moschidae (Cerfs porte-musc) \| \| \| \| |
|          | \| \| Bovidae (Bovins, Caprins et antilopes) \| \| \| \| \| \| Moschidae (Cerfs porte-musc) \| \| \| \| |
|          | Bovidae (Bovins, Caprins et antilopes)                                                                  |
|          | |
|          | Moschidae (Cerfs porte-musc)                                                                            |
|          | |

|  | Bovidae (Bovins, Caprins et antilopes) |
|  |                                        |
|  | Moschidae (Cerfs porte-musc)           |
|  |                                        |

|  | Antilocapridae (Antilocapres)  |
|  |                                |
|  | Giraffidae (Girafes, okapi...) |
|  |                                |

|          | Cervidae (Cerfs, rennes...)                                                                             |
|          | |
| Bovoidea | \| \| Bovidae (Bovins, Caprins et antilopes) \| \| \| \| \| \| Moschidae (Cerfs porte-musc) \| \| \| \| |
|          | \| \| Bovidae (Bovins, Caprins et antilopes) \| \| \| \| \| \| Moschidae (Cerfs porte-musc) \| \| \| \| |
|          | Bovidae (Bovins, Caprins et antilopes)                                                                  |
|          | |
|          | Moschidae (Cerfs porte-musc)                                                                            |
|          | |

|  | Bovidae (Bovins, Caprins et antilopes) |
|  |                                        |
|  | Moschidae (Cerfs porte-musc)           |
|  |                                        |

|  | Antilocapridae (Antilocapres)  |
|  |                                |
|  | Giraffidae (Girafes, okapi...) |
|  |                                |

|          | Cervidae (Cerfs, rennes...)                                                                             |
|          | |
| Bovoidea | \| \| Bovidae (Bovins, Caprins et antilopes) \| \| \| \| \| \| Moschidae (Cerfs porte-musc) \| \| \| \| |
|          | \| \| Bovidae (Bovins, Caprins et antilopes) \| \| \| \| \| \| Moschidae (Cerfs porte-musc) \| \| \| \| |
|          | Bovidae (Bovins, Caprins et antilopes)                                                                  |
|          | |
|          | Moschidae (Cerfs porte-musc)                                                                            |
|          | |

|  | Bovidae (Bovins, Caprins et antilopes) |
|  |                                        |
|  | Moschidae (Cerfs porte-musc)           |
|  |                                        |

|  | Camelidae (Chameaux, lamas…) |
|  |                              |

|  | Suidae (Porcins)      |
|  |                       |
|  | Tayassuidae (Pécaris) |
|  |                       |

|  | Cetacea (Baleines, dauphins ...) |
|  |                                  |
|  | Hippopotamidae (Hippopotames)    |
|  |                                  |

|  | Antilocapridae (Antilocapres)  |
|  |                                |
|  | Giraffidae (Girafes, okapi...) |
|  |                                |

|          | Cervidae (Cerfs, rennes...)                                                                             |
|          | |
| Bovoidea | \| \| Bovidae (Bovins, Caprins et antilopes) \| \| \| \| \| \| Moschidae (Cerfs porte-musc) \| \| \| \| |
|          | \| \| Bovidae (Bovins, Caprins et antilopes) \| \| \| \| \| \| Moschidae (Cerfs porte-musc) \| \| \| \| |
|          | Bovidae (Bovins, Caprins et antilopes)                                                                  |
|          | |
|          | Moschidae (Cerfs porte-musc)                                                                            |
|          | |

|  | Bovidae (Bovins, Caprins et antilopes) |
|  |                                        |
|  | Moschidae (Cerfs porte-musc)           |
|  |                                        |

|  | Antilocapridae (Antilocapres)  |
|  |                                |
|  | Giraffidae (Girafes, okapi...) |
|  |                                |

|          | Cervidae (Cerfs, rennes...)                                                                             |
|          | |
| Bovoidea | \| \| Bovidae (Bovins, Caprins et antilopes) \| \| \| \| \| \| Moschidae (Cerfs porte-musc) \| \| \| \| |
|          | \| \| Bovidae (Bovins, Caprins et antilopes) \| \| \| \| \| \| Moschidae (Cerfs porte-musc) \| \| \| \| |
|          | Bovidae (Bovins, Caprins et antilopes)                                                                  |
|          | |
|          | Moschidae (Cerfs porte-musc)                                                                            |
|          | |

|  | Bovidae (Bovins, Caprins et antilopes) |
|  |                                        |
|  | Moschidae (Cerfs porte-musc)           |
|  |                                        |

|  | Antilocapridae (Antilocapres)  |
|  |                                |
|  | Giraffidae (Girafes, okapi...) |
|  |                                |

|          | Cervidae (Cerfs, rennes...)                                                                             |
|          | |
| Bovoidea | \| \| Bovidae (Bovins, Caprins et antilopes) \| \| \| \| \| \| Moschidae (Cerfs porte-musc) \| \| \| \| |
|          | \| \| Bovidae (Bovins, Caprins et antilopes) \| \| \| \| \| \| Moschidae (Cerfs porte-musc) \| \| \| \| |
|          | Bovidae (Bovins, Caprins et antilopes)                                                                  |
|          | |
|          | Moschidae (Cerfs porte-musc)                                                                            |
|          | |

|  | Bovidae (Bovins, Caprins et antilopes) |
|  |                                        |
|  | Moschidae (Cerfs porte-musc)           |
|  |                                        |

|  | Antilocapridae (Antilocapres)  |
|  |                                |
|  | Giraffidae (Girafes, okapi...) |
|  |                                |

|          | Cervidae (Cerfs, rennes...)                                                                             |
|          | |
| Bovoidea | \| \| Bovidae (Bovins, Caprins et antilopes) \| \| \| \| \| \| Moschidae (Cerfs porte-musc) \| \| \| \| |
|          | \| \| Bovidae (Bovins, Caprins et antilopes) \| \| \| \| \| \| Moschidae (Cerfs porte-musc) \| \| \| \| |
|          | Bovidae (Bovins, Caprins et antilopes)                                                                  |
|          | |
|          | Moschidae (Cerfs porte-musc)                                                                            |
|          | |

|  | Bovidae (Bovins, Caprins et antilopes) |
|  |                                        |
|  | Moschidae (Cerfs porte-musc)           |
|  |                                        |

|  | Cetacea (Baleines, dauphins ...) |
|  |                                  |
|  | Hippopotamidae (Hippopotames)    |
|  |                                  |

|  | Antilocapridae (Antilocapres)  |
|  |                                |
|  | Giraffidae (Girafes, okapi...) |
|  |                                |

|          | Cervidae (Cerfs, rennes...)                                                                             |
|          | |
| Bovoidea | \| \| Bovidae (Bovins, Caprins et antilopes) \| \| \| \| \| \| Moschidae (Cerfs porte-musc) \| \| \| \| |
|          | \| \| Bovidae (Bovins, Caprins et antilopes) \| \| \| \| \| \| Moschidae (Cerfs porte-musc) \| \| \| \| |
|          | Bovidae (Bovins, Caprins et antilopes)                                                                  |
|          | |
|          | Moschidae (Cerfs porte-musc)                                                                            |
|          | |

|  | Bovidae (Bovins, Caprins et antilopes) |
|  |                                        |
|  | Moschidae (Cerfs porte-musc)           |
|  |                                        |

|  | Antilocapridae (Antilocapres)  |
|  |                                |
|  | Giraffidae (Girafes, okapi...) |
|  |                                |

|          | Cervidae (Cerfs, rennes...)                                                                             |
|          | |
| Bovoidea | \| \| Bovidae (Bovins, Caprins et antilopes) \| \| \| \| \| \| Moschidae (Cerfs porte-musc) \| \| \| \| |
|          | \| \| Bovidae (Bovins, Caprins et antilopes) \| \| \| \| \| \| Moschidae (Cerfs porte-musc) \| \| \| \| |
|          | Bovidae (Bovins, Caprins et antilopes)                                                                  |
|          | |
|          | Moschidae (Cerfs porte-musc)                                                                            |
|          | |

|  | Bovidae (Bovins, Caprins et antilopes) |
|  |                                        |
|  | Moschidae (Cerfs porte-musc)           |
|  |                                        |

|  | Antilocapridae (Antilocapres)  |
|  |                                |
|  | Giraffidae (Girafes, okapi...) |
|  |                                |

|          | Cervidae (Cerfs, rennes...)                                                                             |
|          | |
| Bovoidea | \| \| Bovidae (Bovins, Caprins et antilopes) \| \| \| \| \| \| Moschidae (Cerfs porte-musc) \| \| \| \| |
|          | \| \| Bovidae (Bovins, Caprins et antilopes) \| \| \| \| \| \| Moschidae (Cerfs porte-musc) \| \| \| \| |
|          | Bovidae (Bovins, Caprins et antilopes)                                                                  |
|          | |
|          | Moschidae (Cerfs porte-musc)                                                                            |
|          | |

|  | Bovidae (Bovins, Caprins et antilopes) |
|  |                                        |
|  | Moschidae (Cerfs porte-musc)           |
|  |                                        |

|  | Antilocapridae (Antilocapres)  |
|  |                                |
|  | Giraffidae (Girafes, okapi...) |
|  |                                |

|          | Cervidae (Cerfs, rennes...)                                                                             |
|          | |
| Bovoidea | \| \| Bovidae (Bovins, Caprins et antilopes) \| \| \| \| \| \| Moschidae (Cerfs porte-musc) \| \| \| \| |
|          | \| \| Bovidae (Bovins, Caprins et antilopes) \| \| \| \| \| \| Moschidae (Cerfs porte-musc) \| \| \| \| |
|          | Bovidae (Bovins, Caprins et antilopes)                                                                  |
|          | |
|          | Moschidae (Cerfs porte-musc)                                                                            |
|          | |

|  | Bovidae (Bovins, Caprins et antilopes) |
|  |                                        |
|  | Moschidae (Cerfs porte-musc)           |
|  |                                        |

|  | Suidae (Porcins)      |
|  |                       |
|  | Tayassuidae (Pécaris) |
|  |                       |

|  | Cetacea (Baleines, dauphins ...) |
|  |                                  |
|  | Hippopotamidae (Hippopotames)    |
|  |                                  |

|  | Antilocapridae (Antilocapres)  |
|  |                                |
|  | Giraffidae (Girafes, okapi...) |
|  |                                |

|          | Cervidae (Cerfs, rennes...)                                                                             |
|          | |
| Bovoidea | \| \| Bovidae (Bovins, Caprins et antilopes) \| \| \| \| \| \| Moschidae (Cerfs porte-musc) \| \| \| \| |
|          | \| \| Bovidae (Bovins, Caprins et antilopes) \| \| \| \| \| \| Moschidae (Cerfs porte-musc) \| \| \| \| |
|          | Bovidae (Bovins, Caprins et antilopes)                                                                  |
|          | |
|          | Moschidae (Cerfs porte-musc)                                                                            |
|          | |

|  | Bovidae (Bovins, Caprins et antilopes) |
|  |                                        |
|  | Moschidae (Cerfs porte-musc)           |
|  |                                        |

|  | Antilocapridae (Antilocapres)  |
|  |                                |
|  | Giraffidae (Girafes, okapi...) |
|  |                                |

|          | Cervidae (Cerfs, rennes...)                                                                             |
|          | |
| Bovoidea | \| \| Bovidae (Bovins, Caprins et antilopes) \| \| \| \| \| \| Moschidae (Cerfs porte-musc) \| \| \| \| |
|          | \| \| Bovidae (Bovins, Caprins et antilopes) \| \| \| \| \| \| Moschidae (Cerfs porte-musc) \| \| \| \| |
|          | Bovidae (Bovins, Caprins et antilopes)                                                                  |
|          | |
|          | Moschidae (Cerfs porte-musc)                                                                            |
|          | |

|  | Bovidae (Bovins, Caprins et antilopes) |
|  |                                        |
|  | Moschidae (Cerfs porte-musc)           |
|  |                                        |

|  | Antilocapridae (Antilocapres)  |
|  |                                |
|  | Giraffidae (Girafes, okapi...) |
|  |                                |

|          | Cervidae (Cerfs, rennes...)                                                                             |
|          | |
| Bovoidea | \| \| Bovidae (Bovins, Caprins et antilopes) \| \| \| \| \| \| Moschidae (Cerfs porte-musc) \| \| \| \| |
|          | \| \| Bovidae (Bovins, Caprins et antilopes) \| \| \| \| \| \| Moschidae (Cerfs porte-musc) \| \| \| \| |
|          | Bovidae (Bovins, Caprins et antilopes)                                                                  |
|          | |
|          | Moschidae (Cerfs porte-musc)                                                                            |
|          | |

|  | Bovidae (Bovins, Caprins et antilopes) |
|  |                                        |
|  | Moschidae (Cerfs porte-musc)           |
|  |                                        |

|  | Antilocapridae (Antilocapres)  |
|  |                                |
|  | Giraffidae (Girafes, okapi...) |
|  |                                |

|          | Cervidae (Cerfs, rennes...)                                                                             |
|          | |
| Bovoidea | \| \| Bovidae (Bovins, Caprins et antilopes) \| \| \| \| \| \| Moschidae (Cerfs porte-musc) \| \| \| \| |
|          | \| \| Bovidae (Bovins, Caprins et antilopes) \| \| \| \| \| \| Moschidae (Cerfs porte-musc) \| \| \| \| |
|          | Bovidae (Bovins, Caprins et antilopes)                                                                  |
|          | |
|          | Moschidae (Cerfs porte-musc)                                                                            |
|          | |

|  | Bovidae (Bovins, Caprins et antilopes) |
|  |                                        |
|  | Moschidae (Cerfs porte-musc)           |
|  |                                        |

|  | Cetacea (Baleines, dauphins ...) |
|  |                                  |
|  | Hippopotamidae (Hippopotames)    |
|  |                                  |

|  | Antilocapridae (Antilocapres)  |
|  |                                |
|  | Giraffidae (Girafes, okapi...) |
|  |                                |

|          | Cervidae (Cerfs, rennes...)                                                                             |
|          | |
| Bovoidea | \| \| Bovidae (Bovins, Caprins et antilopes) \| \| \| \| \| \| Moschidae (Cerfs porte-musc) \| \| \| \| |
|          | \| \| Bovidae (Bovins, Caprins et antilopes) \| \| \| \| \| \| Moschidae (Cerfs porte-musc) \| \| \| \| |
|          | Bovidae (Bovins, Caprins et antilopes)                                                                  |
|          | |
|          | Moschidae (Cerfs porte-musc)                                                                            |
|          | |

|  | Bovidae (Bovins, Caprins et antilopes) |
|  |                                        |
|  | Moschidae (Cerfs porte-musc)           |
|  |                                        |

|  | Antilocapridae (Antilocapres)  |
|  |                                |
|  | Giraffidae (Girafes, okapi...) |
|  |                                |

|          | Cervidae (Cerfs, rennes...)                                                                             |
|          | |
| Bovoidea | \| \| Bovidae (Bovins, Caprins et antilopes) \| \| \| \| \| \| Moschidae (Cerfs porte-musc) \| \| \| \| |
|          | \| \| Bovidae (Bovins, Caprins et antilopes) \| \| \| \| \| \| Moschidae (Cerfs porte-musc) \| \| \| \| |
|          | Bovidae (Bovins, Caprins et antilopes)                                                                  |
|          | |
|          | Moschidae (Cerfs porte-musc)                                                                            |
|          | |

|  | Bovidae (Bovins, Caprins et antilopes) |
|  |                                        |
|  | Moschidae (Cerfs porte-musc)           |
|  |                                        |

|  | Antilocapridae (Antilocapres)  |
|  |                                |
|  | Giraffidae (Girafes, okapi...) |
|  |                                |

|          | Cervidae (Cerfs, rennes...)                                                                             |
|          | |
| Bovoidea | \| \| Bovidae (Bovins, Caprins et antilopes) \| \| \| \| \| \| Moschidae (Cerfs porte-musc) \| \| \| \| |
|          | \| \| Bovidae (Bovins, Caprins et antilopes) \| \| \| \| \| \| Moschidae (Cerfs porte-musc) \| \| \| \| |
|          | Bovidae (Bovins, Caprins et antilopes)                                                                  |
|          | |
|          | Moschidae (Cerfs porte-musc)                                                                            |
|          | |

|  | Bovidae (Bovins, Caprins et antilopes) |
|  |                                        |
|  | Moschidae (Cerfs porte-musc)           |
|  |                                        |

|  | Antilocapridae (Antilocapres)  |
|  |                                |
|  | Giraffidae (Girafes, okapi...) |
|  |                                |

|          | Cervidae (Cerfs, rennes...)                                                                             |
|          | |
| Bovoidea | \| \| Bovidae (Bovins, Caprins et antilopes) \| \| \| \| \| \| Moschidae (Cerfs porte-musc) \| \| \| \| |
|          | \| \| Bovidae (Bovins, Caprins et antilopes) \| \| \| \| \| \| Moschidae (Cerfs porte-musc) \| \| \| \| |
|          | Bovidae (Bovins, Caprins et antilopes)                                                                  |
|          | |
|          | Moschidae (Cerfs porte-musc)                                                                            |
|          | |

|  | Bovidae (Bovins, Caprins et antilopes) |
|  |                                        |
|  | Moschidae (Cerfs porte-musc)           |
|  |                                        |

Le pronghorn (de l'anglais, « corne pointue ») est aussi appelé Prongbuck, Pronghorned Antelope et American Antelope en anglais. Ce nom a été donné par les Européens qui la comparaient, à tort, à une antilope africaine,, dont il n’est pourtant pas directement parent.
Les fossiles nous indiquent que Antilocapra americana remonte à l'époque du Miocène. Antilocapra est le seul représentant d'une famille qui comptait au moins 12 espèces au Pléistocène
Aujourd'hui, le pronghorn est le seul représentant de la famille des Antilocapridae.
Le nom valide complet (avec auteur) de ce taxon est Antilocapra americana (Ord, 1815). L'espèce a été initialement classée dans le genre Antilope sous le protonyme Antilope americana Ord, 1815.

### Sous-espèces
Les différences entre les sous-espèces sont difficiles à établir à cause des mélanges et des transplantations opérées par les Hommes. On établit généralement cinq sous-espèces connues :
- Antilocapra americana peninsularis (Nelson 1912) : présente au Mexique avec un statut d’espèce en danger[16] ; il ne reste que 100 à 250 animaux[5] ;
- Antilocapra americana sonoriensis (Goldman 1945)[15] : présente en Arizona et au Mexique (dans la province de Sonora) ; il ne reste que 500 individus environ dans le Cabeza Prieta National Wildlife Refuge[5] ;
- Antilocapra americana americana (Ord 1815) : la plus commune et la plus répandue ;
- Antilocapra americana oregona (Bailey, 1932) : au sud-est de l’Oregon[5] ;
- Antilocapra americana mexicana (Merriam 1901) : au Nouveau-Mexique et au Texas[5].

### GenreAntilocapra
- (en)  Myers, P. et al., Animal Diversity Web : Antilocapra, 2024 (consulté le 14 janvier 2024)
- (en) BioLib : Antilocapra Ord, 1818 (consulté le 14 janvier 2024)
- (en) CITES : Antilocapra   Ord, 1818   (+ répartition sur Species+) (consulté le 14 janvier 2024)
- (fr + en) CITES : genre Antilocapra (sur le site de l’UNEP-WCMC)
- (en) Catalogue of Life : Antilocapra Ord, 1818 (consulté le 14 janvier 2024)
- (fr + en) EOL : Antilocapra Ord 1818 (consulté le 14 janvier 2024)
- (fr + en) GBIF : Antilocapra Ord, 1818 (consulté le 14 janvier 2024)
- (en) IRMNG : Antilocapra Ord, 1818 (consulté le 14 janvier 2024)
- (fr + en) ITIS : Antilocapra Ord, 1818 (consulté le 14 janvier 2024)
- (en) Mammal Species of the World (3e  éd., 2005) :  Antilocapra   Ord, 1818  (consulté le 14 janvier 2024)
- (en) NCBI : Antilocapra (taxons inclus) (consulté le 14 janvier 2024)
- (en) OEPP : Antilocapra   (consulté le 14 janvier 2024)
- (en) Paleobiology Database : Antilocapra (consulté le 14 janvier 2024)
- (en) Taxonomicon : Antilocapra Ord, 1818 (consulté le 14 janvier 2024)
- (en) UICN : taxon  Antilocapra  (consulté le 14 janvier 2024)

### EspèceAntilocapra americana
- (en)  Krejci, K. et al., Animal Diversity Web : Antilocapra americana, 2009 (consulté le 14 janvier 2024)
- (en) BioLib : Antilocapra americana (Ord, 1815) (consulté le 14 janvier 2024)
- (en) CITES : Antilocapra americana   (Ord, 1815)   (+ répartition sur Species+) (consulté le 14 janvier 2024)
- (fr) CITES : taxon  Antilocapra americana (sur le site du ministère français de l'Écologie) (consulté le 11 mai 2015)
- (en) Catalogue of Life : Antilocapra americana (Ord, 1815) (consulté le 14 janvier 2024)
- (fr + en) EOL : Antilocapra americana (Ord 1815) (consulté le 14 janvier 2024)
- (fr + en) GBIF : Antilocapra americana (Ord, 1815) (consulté le 14 janvier 2024)
- (en) IRMNG : Antilocapra americana (Ord, 1815) (consulté le 14 janvier 2024)
- (fr + en) ITIS : Antilocapra americana (Ord, 1815) (consulté le 14 janvier 2024)
- (en) Mammal Diversity Database (MDD) : Antilocapra americana  (consulté le 14 janvier 2024)
- (en) Mammal Species of the World (3e  éd., 2005) :  Antilocapra americana   Ord, 1815  (consulté le 14 janvier 2024)
- (en) NCBI : Antilocapra americana (taxons inclus) (consulté le 14 janvier 2024)
- (en) OEPP : Antilocapra americana Ord  (consulté le 14 janvier 2024)
- (en) Paleobiology Database : Antilocapra americana (consulté le 14 janvier 2024)
- (en) Taxonomicon : Antilocapra americana (Ord, in Guthrie, 1815) (consulté le 14 janvier 2024)
- (en) Tree of Life Web Project : Antilocapra americana
- (en) UICN : espèce Antilocapra americana (Ord, 1815) (consulté le 11 mai 2015)
- North American Mammals : Antilocapra americana : fiche sur le site du National Museum of Natural History de Washington DC (carte, photographie du crâne, croquis des os, etc.) (en)
- WILDLIFE SPECIES: Antilocapra americana : nombreuses données sur le site du Service des forêts des États-Unis (en)
- Fiche sur le pronghorn : site du Cabeza Prieta National Wildlife Refuge en Arizona (en)
- Antilope d'Amérique, zoo de Winnipeg (Canada) (fr) [PDF]